# 呂斯特

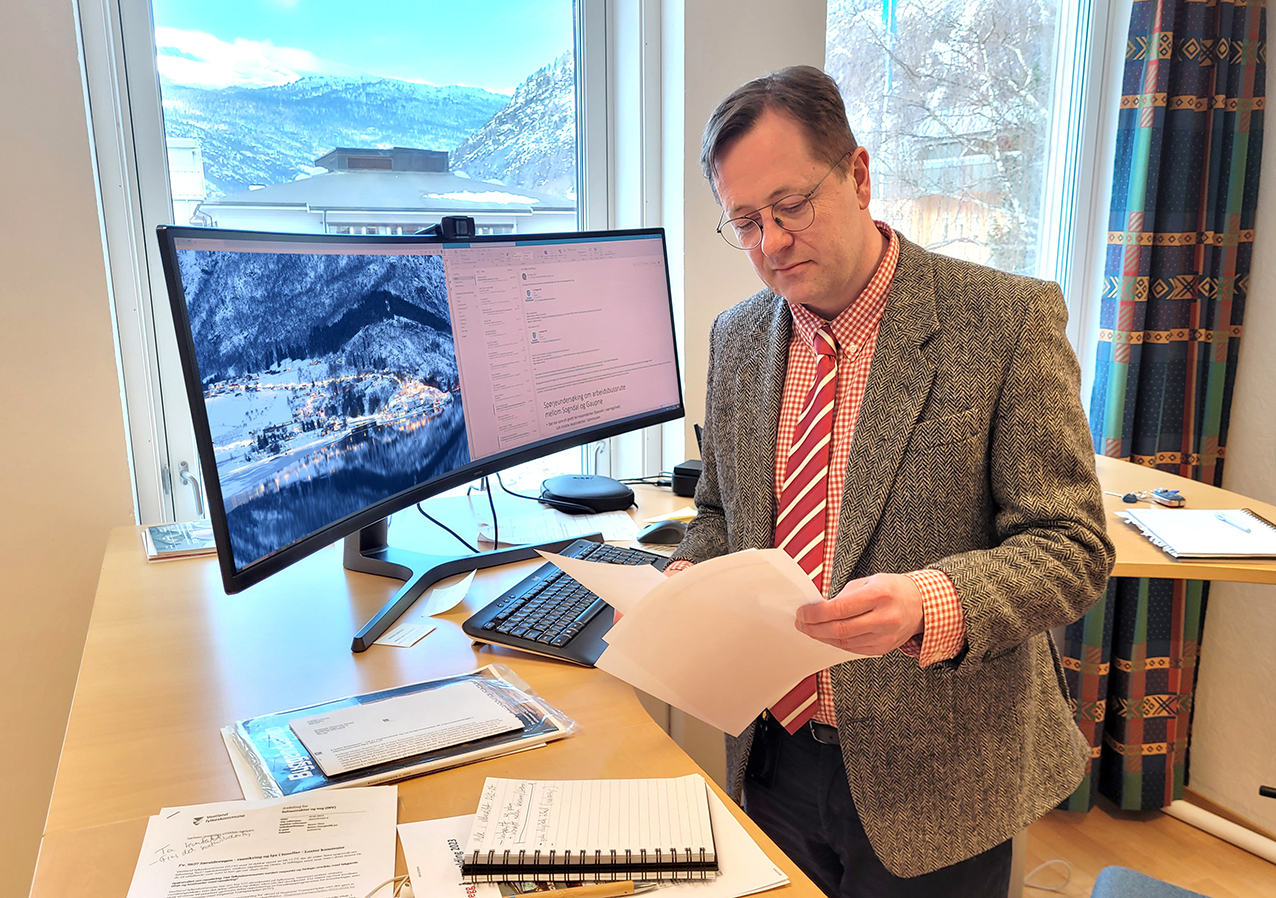
吕斯特2024年时的市长

呂斯特（挪威語：Luster）是挪威韦斯特兰郡的市镇，行政中心为蓋于普訥村。市镇面积为2,706平方公里，人口数量为5,302人（2023年），人口密度为每平方公里2人。
呂斯特作为市镇成立于1838年1月1日。